# Àlbum de Shah Jahan

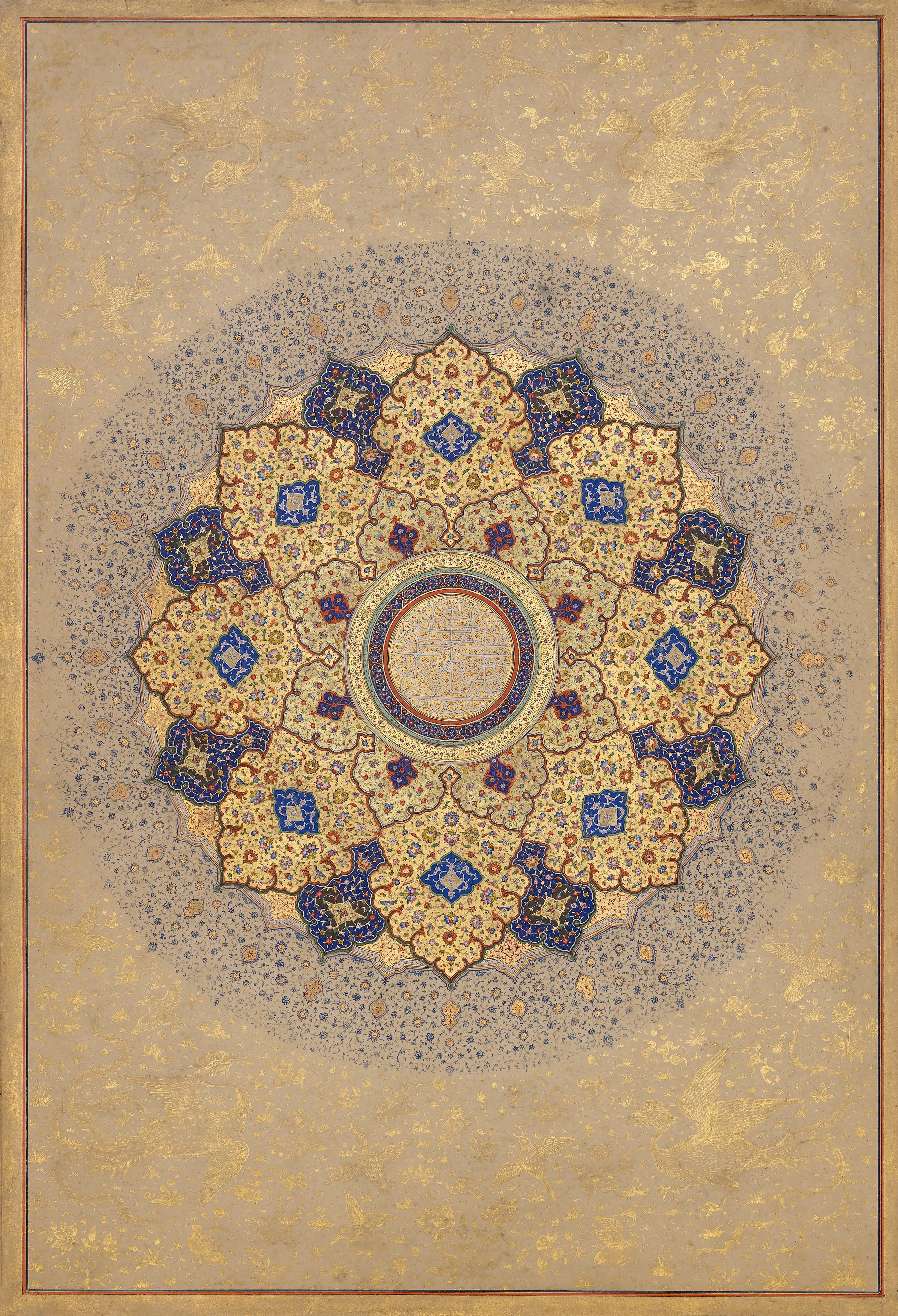
"Roseta amb els noms i títols de Shah Jahan", Full de l'àlbum de Shah Jahan

L' Àlbum Shah Jahan, també conegut com l' Àlbum Kevorkian o l' Àlbum de l'Emperador, és un conjunt de miniatures mogoles datades entre 1620 i 1820, provinents de l'Índia Mogola. De caràcter privat, probablement format per la família reial i amics propers, les pintures van ser realitzades per diversos tallers i artistes com Nanha i Mansur, mentre que el text cal·ligràfic és de cal·lígrafs famosos com Mir' Ali Haravi.
L'emperador Jahangir va iniciar la tradició d'encarregar folis per a l'àlbum, que varen continuar els seus successors Shah Jahan i Aurangzeb . El 1820 es van afegir onze folis més, coneguts com el Late Shah Jahan Album, i s'enquadernà.
En total, l'àlbum conté cinquanta fulls que se centren generalment en natures mortes basades en la natura i retrats de la reialesa i membres de la cort reial.
La pintura d'una sola pàgina assoleix protagonisme en l'art mogol des de mitjans del segle XVI cap endavant. Aquestes, juntament amb les pàgines de cal·ligrafia il·luminada, sovint es recollien en recopilacions, anomenades  muraqqa (àlbums), una pràctica que es va originar a principis del segle XV.

## Història

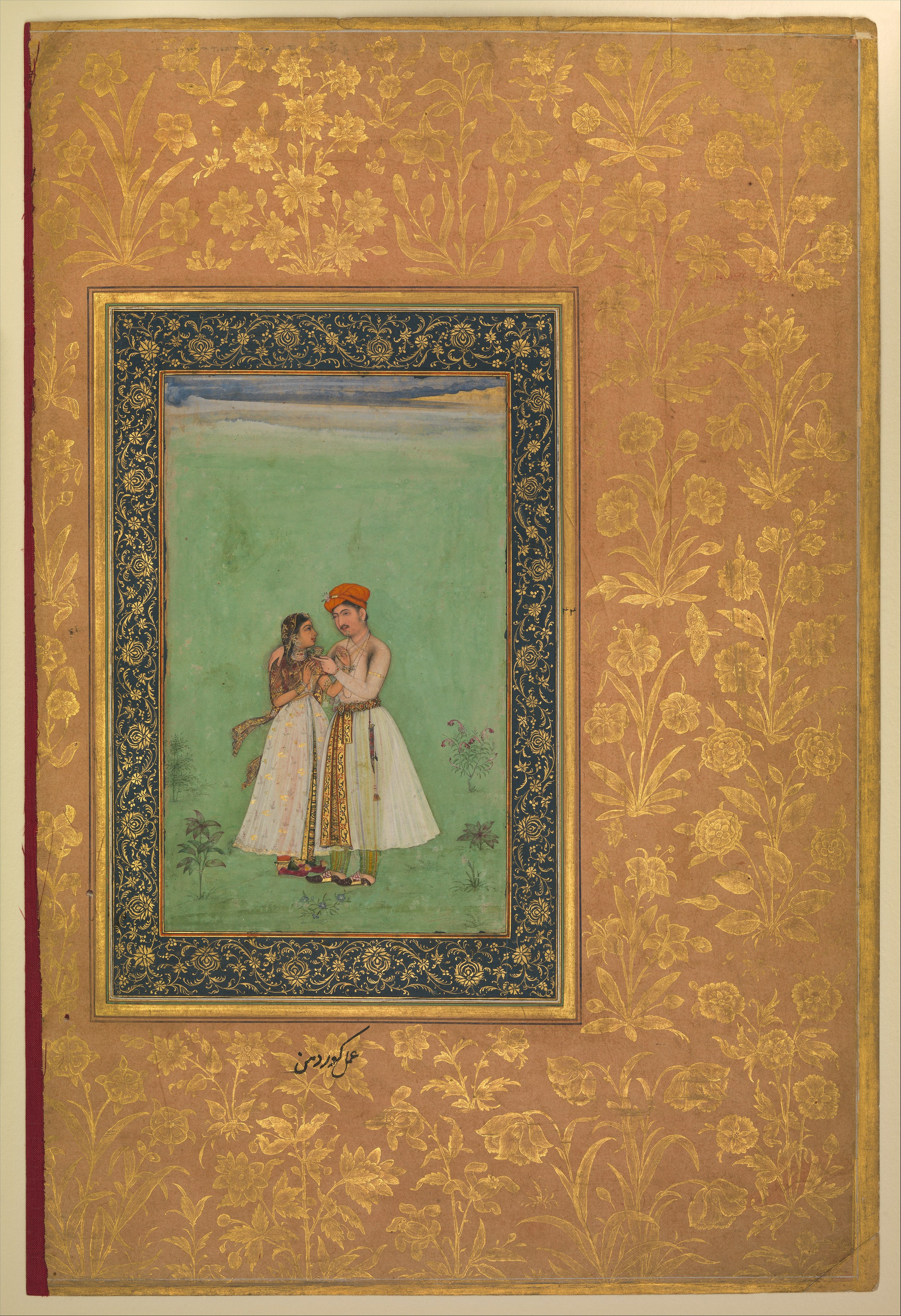
Shah Shuja i la seva estimada

L'emperador Jahangir va començar a encarregar folis per a l'àlbum Shah Jahan al voltant de 1620. En morir, el 1627, el seu fill i successor, Shah Jahan, el continuà, afegint més retrats i il·luminacions, la majoria dels quals es diferencien per la inclusió de l'escriptura nasta'liq i per un canvi d'estil.
El darrer propietari de l'àlbum original va ser el fill i usurpador de Shah Jahan, Aurangzeb, que només va afegir una impressió del seu segell en una roseta preexistent.
L'àlbum, juntament amb altres miniatures mogoles, va sortir de la biblioteca reial a principis del segle XIX, i es suposa que va acabar en mans d'un marxant d'art de Delhi, que va encarregar altres miniatures que imitaven l'estil del segle XVII. En enquadernar-se tots aquests fulls  s'originà l'àlbum Kevorkian actual.
L'àlbum Shah Jahan anà a parar a una botiga escocesa d'antiguitats, on el 1929 el Sr. i la Sra. Jack S. Rofe el compraren. Després que la parella avalués l'àlbum a Sotheby's, el van vendre a Hagop Kevorkian, un col·leccionista i comerciant d'art de Nova York.
El 1939 i el 1948 el Sr. Kevorkian va oferir nou folis a la Freer Gallery of Art de Washington DC i el 1955 el Metropolitan Museum of Art de Nova York va comprar els quaranta-un folis restants a Kevorkian.

## Estil i descripció general
L'Àlbum Shah Jahan exemplifica l'excel·lència de la cal·ligrafia i la miniatura d'aquest període. Els fulls que el componen mesuren aproximadament 38,9 cm d'alt per 26 cm d'ample, amb lleugeres variacions en les seves dimensions. Tot i que va ser enquadernat el 1820, actualment els fulls es conserven separats.

### Estructura i organització
L'estructura original de l'àlbum començava amb una vinyeta Shamsa (representació d'un esclat de sol) envoltada d'animals mítics i motius vegetals. A continuació, presentava un frontispici il·luminat de doble pàgina anomenat 'unwan', seguit per les diverses miniatures i pàgines cal·ligràfiques que constitueixen el cos de l'obra.
Els folis es classifiquen en dos grups segons la numeració dels marges:
- Grup A: Parelles on la pintura precedeix el text.
- Grup B: Parelles on la pàgina cal·ligràfica va primer.[1]

En el grup B, la disposició més comuna presenta una cara amb text cal·ligràfic i l'altra amb una pintura en miniatura, ambdues envoltades per sanefes decoratives. Les dues cares s'enfronten de manera que el text i la imatge, mirant a la cal·ligrafia, es poden contemplar simultàniament.

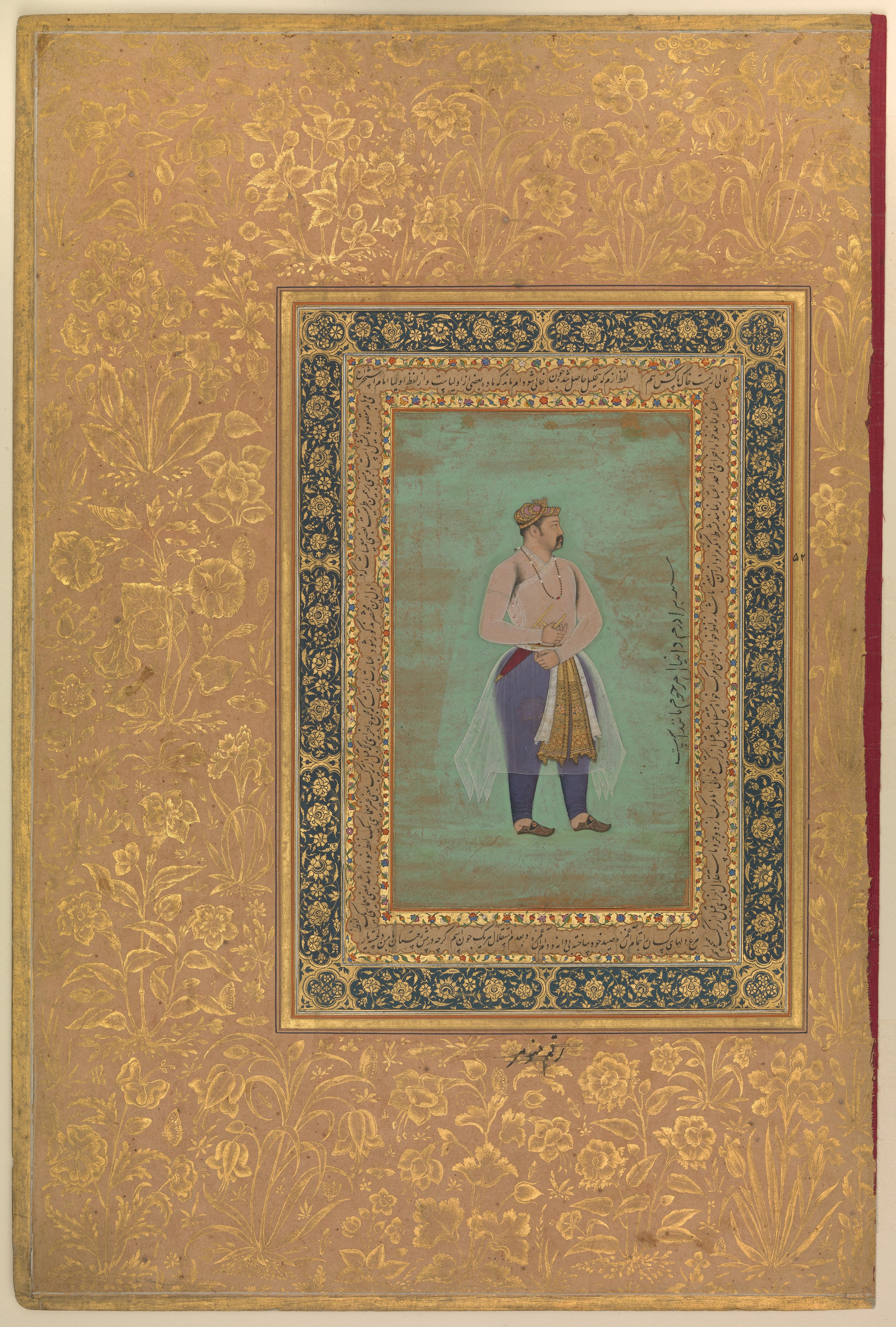
Retrat del príncep Danyal
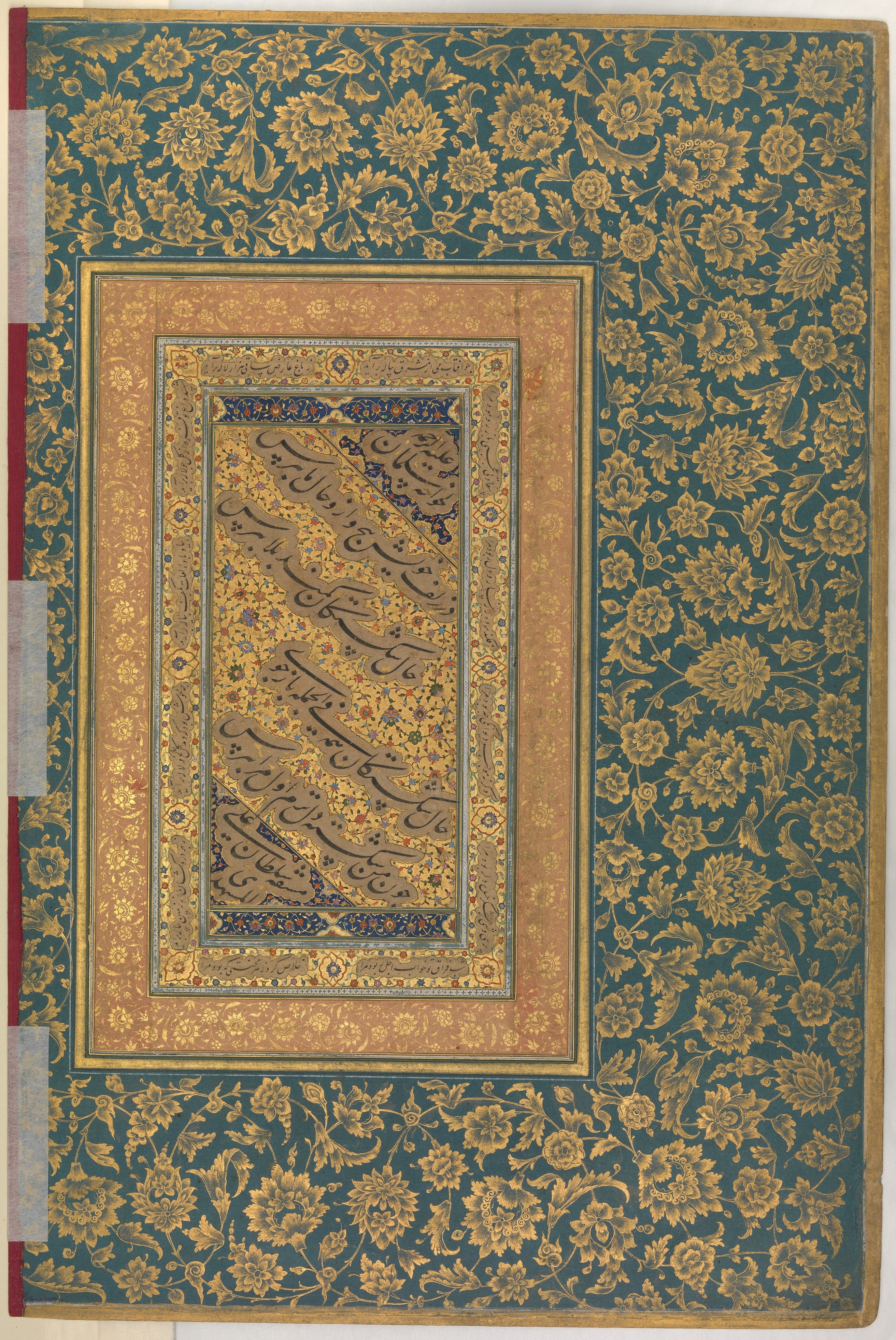
Cal·ligrafia pàgina oposada al retrat del príncep Danyal

### Aspectes Artístics i Tècnics

#### Cal·ligrafia
L'àlbum inclou treballs de cal·lígrafs destacats com el sultà Ali al-Mashhadi (1440-1520), de la cort timúrida. El seu estil es caracteritza per un traç fluid disposat en compartiments en forma de núvol, amb les línies separades per ornaments florals. Aquesta complexa combinació de cal·ligrafia i il·luminació és característica dels àlbums mogols, i s'inclou en nombroses obres de l'època timúrida. La presència a l'album mostra l'alta consideració que els emperadors mogols tenien per aquest estil artístic.

#### Procés de Creació
Els fulls es produïen en tallers especialitzats on diversos artistes i aprenents participaven en les diferents etapes del procés creatiu. Les imatges són normalment natures mortes o retrats basats en la natura. L'àlbum conté moltes imatges a l'estil Akbari o Jahangiri, i en particular, el focus en la vida de la cort i les escenes de caça mostren aquest estil.

#### Evolució estilística sota diferents emperadors

##### Període de Jahangir
Durant aquest període, l'art es caracteritza per:

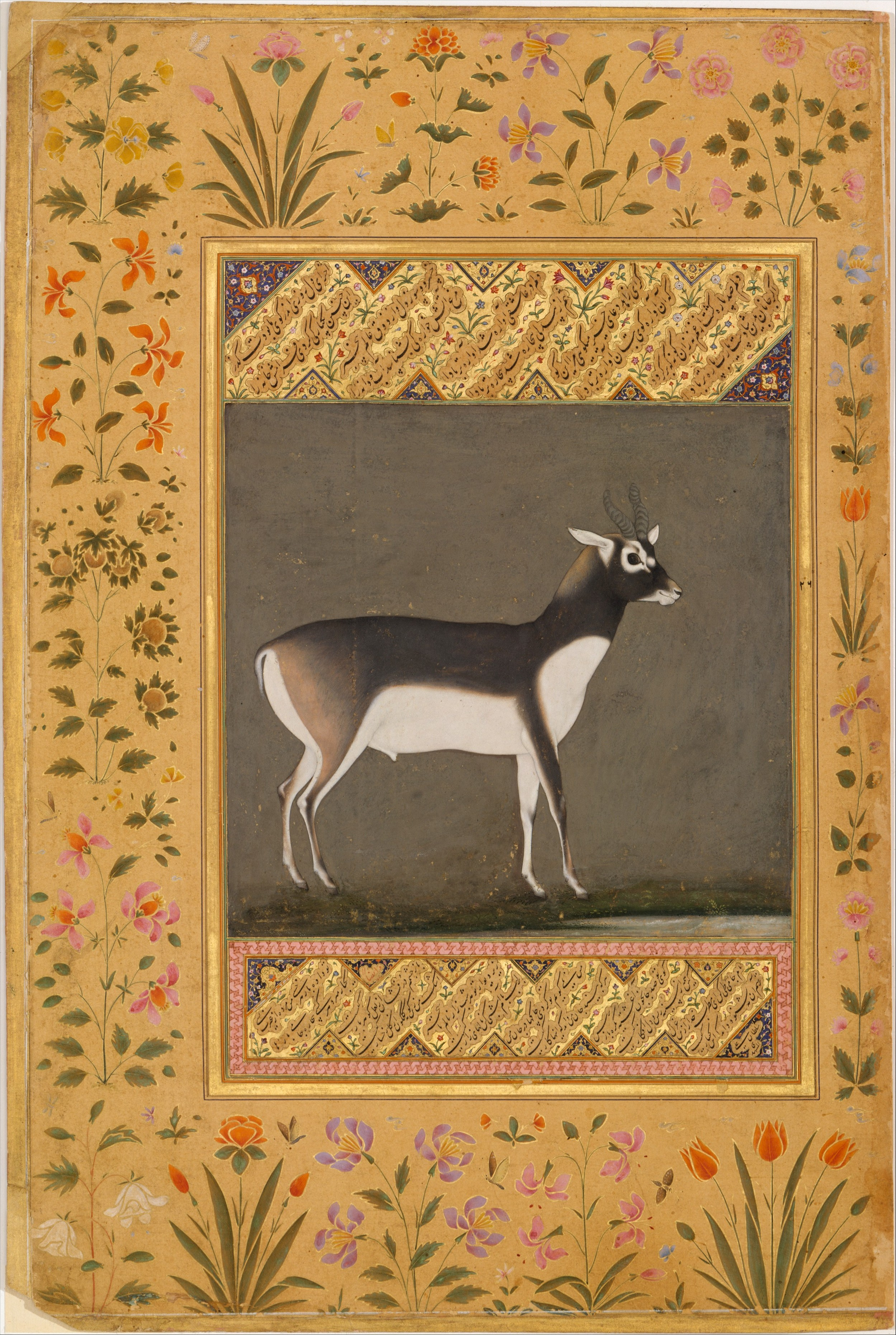
Antílop negre de l'Índia

- Un enfocament psicològic dels retrats, cercant captar la personalitat dels subjectes, donant com a resultat l'estil realista i natural associat als seus retrats per encàrrec[5] com ara "Shahjahan i el príncep Dara-Shikoh".[5]
- Un estil dinàmic i naturalista en la representació de flora i fauna, i també natures mortes, atès que l'emperador gaudia de la natura i els animals.[1]
- La introducció del tema de l'"edat d'or",[6] manifestat tant en l'ús d'or real[7] com en la simbologia (globus, animals)[8]

##### Període de Shah Jahan

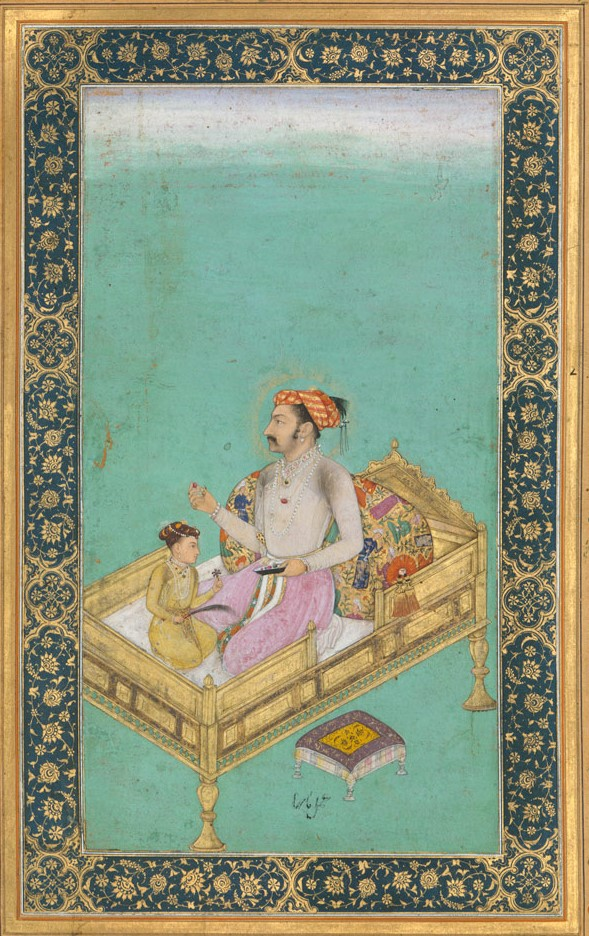
"Shah Jahan i el príncep Dara-Shikoh", Full de l'àlbum Shah Jahan

Tot i que Shah Jahan va dedicar més atenció a l'arquitectura, com ara el Taj Mahal, va mantenir el seu suport a la producció de l'àlbum. L'estil artístic durant aquest regnat es distingeix per:
- Retrats més formals i escenificats, reflectint una cort més protocol·lària[4]
- Representacions de perfil amb trets idealitzats, evitant mostrar signes d'envelliment, en fort contrast amb les arrugues realistes dels retrats de Jahangir.[10]
- Marges amb dissenys més estàtics i menys naturalistes, prioritzant els patrons repetitius per sobre de la singularitat[1]

##### Període d'Aurangzeb
El mecenatge artístic va disminuir significativament durant aquest període. La contribució d'Aurangzeb a l'àlbum es limità a afegir el seu segell a una shamsa preexistent.

#### Característiques Finals
Els fulls més tardans de l'àlbum mostren un estil menys expressiu i més pla que els anteriors. Les vores desenvolupen una relació més directa amb les imatges, sovint fent referència als assoliments o característiques distintives dels personatges retratats. Es pot destacar també que els retrats més antics de l'àlbum representen personatges no contemporanis, mentre que les seccions més recents mostren figures de l'època.

## Artistes
- Manohar
- Govardhan
- Nanha
- Payag
- Balachand
- Mansur
- Daulat
- La'lchand
- Chitarman
- Murad

## Cal·lígrafs
- Mir 'Ali Haravi
- Sultan 'Ali al-Mashhadi